# Mo Bamba
Mo Bamba è un singolo del rapper statunitense Sheck Wes, pubblicato il 16 giugno 2017 come secondo estratto dal primo album in studio Mudboy.

## Antefatti e descrizione
La canzone prende il nome dal giocatore dei Pelicans Mohamed Bamba, cresciuto con Sheck Wes nel suo quartiere di Harlem, a New York. I due hanno trascorso parte della loro infanzia insieme.
I produttori 16yrold e Take a Daytrip (formati da Denzel Baptise e David Biral), che si sono incontrati online, hanno collaborato alla composizione del brano. 16yrold ha invitato Wes a registrare in studio con loro. Wes ha registrato la maggior parte della canzone in una sola ripresa, con ulteriori annunci pubblicitari registrati successivamente.
Il battesimo di Take a Daytrip avvolge il ritmo mentre Wes registra la sua voce. La battuta che segna il ritmo di 1:38 minuti della canzone è il risultato del portatile usato per registrare il congelamento delle voci di Wes. Ciò ha causato preoccupazione tra i produttori che temevano che la canzone sarebbe stata rovinata perché l'intera canzone fino a quel momento era stata registrata in un'unica ripresa senza problemi. Al minuto 1:40 della canzone, si può sentire Ali in sottofondo dicendo "woah". Wes gridò "Oh, cazzo! Cagna! Puttana!", fu la sua vera reazione al congelamento improvviso. Poco dopo, il ritmo si è interrotto quando Wes ha registrato un nuovo versetto sul posto.

## Video musicale
Il video musicale, diretto da White Trash Tyler, Nick Walker e da Wes stesso, è stato reso disponibile il 30 gennaio 2018. La clip è in bianco e nero e vede Wes su un campo da basket.

## Tracce
Testi e musiche di Khadimou Fall, Jerry Cruz, Denzel Baptise e David Biral.
1. Mo Bamba – 3:03

## Formazione
- Sheck Wes – voce
- 16yrold – produzione
- Take a Daytrip – produzione
- Marvyyayy – missaggio

## Successo commerciale
Mo Bamba ha esordito al numero 82 della Billboard Hot 100 grazie a 1 000 copie digitali e 8,9 milioni di riproduzioni in streaming. Nella pubblicazione del 22 settembre 2018, è salito fino alla 54ª posizione e ha accumulato 12,7 milioni di stream. Due settimane dopo ha raggiunto la 31ª posizione. Nella settimana del 10 novembre successivo, la canzone ha fatto il proprio ingresso in top ten ed è risultata la 4ª più riprodotta in streaming con 31,3 milioni di stream e la 19ª più scaricata con 10 000 download digitali. È salita di un'altra posizione nella pubblicazione successiva, per poi raggiungere un picco di 6 dopo aver mantenuto il 7º posto per due settimane consecutive.
Nella classifica britannica dei singoli, il brano ha esordito al numero 96 nella pubblicazione del 25 ottobre 2018 e tre settimane dopo ha raggiunto la 60ª posizione grazie a 9 093 unità di vendita. La settimana successiva è salito di 10 posizioni alla 50ª, totalizzando 10 553 vendite. Nel corso della sua sesta settimana in classifica è salito fino alla posizione numero 37 e ha incrementato le proprie unità a 12 012. La settimana seguente ha raggiunto la 27ª posizione dopo aver venduto 14 499 copie. Durante la sua tredicesima settimana di permanenza ha raggiunto un picco di 26, avendo accumulato 13 220 unità di vendita.

## Classifiche

### Classifiche settimanali
| Classifica (2018-19) | Posizione massima |
| -------------------- | ----------------- |
| Australia            | 29                |
| Belgio (Fiandre)     | 22                |
| Canada               | 5                 |
| Estonia              | 20                |
| Francia              | 147               |
| Grecia               | 6                 |
| Irlanda              | 25                |
| Lettonia             | 10                |
| Lituania             | 20                |
| Nuova Zelanda        | 16                |
| Paesi Bassi          | 87                |
| Portogallo           | 34                |
| Regno Unito          | 26                |
| Repubblica Ceca      | 69                |
| Slovacchia           | 54                |
| Stati Uniti          | 6                 |
| Svezia               | 68                |
| Svizzera             | 56                |

### Classifiche di fine anno
| Classifica (2019) | Posizione |
| ----------------- | --------- |
| Canada            | 33        |
| Lettonia          | 85        |
| Portogallo        | 158       |
| Stati Uniti       | 49        |